# جيني آلم
جيني آلم (بالسويدية: Jenny Alm) مواليد 10 أبريل 1989 في السويد، هي لاعبة كرة يد سويدية تلعب كظهير أيسر. مثلت منتخب السويد لكرة اليد للسيدات. شاركت في دورة الألعاب الأولمبية الصيفية سنة 2016. حققت المركز الثالث في بطولة أوروبا لكرة اليد للسيدات 2014.

## سجل المنافسة
شاركت في البطولات التالية:
- الألعاب الأولمبية الصيفية 2016
- بطولة العالم لكرة اليد للسيدات 2011
- بطولة العالم لكرة اليد للسيدات 2015
- بطولة أوروبا لكرة اليد للسيدات 2014
- بطولة أوروبا لكرة اليد للسيدات 2016

## الميداليات
| الميدالية | المسابقة                            |
| --------- | ----------------------------------- |
| برونزية   | بطولة أوروبا لكرة اليد للسيدات 2014 |

## روابط خارجية
- جيني آلم على موقع الاتحاد الأوروبي لكرة اليد (الإنجليزية)
- جيني آلم على موقع أوليمبيديا (الإنجليزية)
- جيني آلم على موقع اللجنة الأولمبية السويدية (السويدية)